# Liparetrus insolitus
Liparetrus insolitus är en skalbaggsart som beskrevs av Blackburn 1905. Liparetrus insolitus ingår i släktet Liparetrus och familjen Melolonthidae. Inga underarter finns listade i Catalogue of Life.